# José Vicente Chandler
José Ignacio Vicente Chandler (* 3. Februar 1922 in San Juan; † 5. Juli 2022) war ein puerto-ricanischer Leichtathlet.

## Leben
José Vicente Chandler gewann bei den Zentralamerika- und Karibikspielen 1946 sowie 1950 die Goldmedaille im Stabhochsprung. Als Puerto Rico bei den Olympischen Spielen 1948 seine Olympiapremiere hatte, war Vicente bei der Eröffnungsfeier der erste Fahnenträger des Landes. Im Stabhochsprung-Wettkampf wurde er Neunter. Bei seiner zweiten Olympiateilnahme in Helsinki 1952 schied er im Stabhochsprung-Wettkampf in der Qualifikation aus. 